# Shalin 2
Shalin 2 is het zesde deel van de epische fantasy stripreeks Servitude, getekend door Eric Bourgier, op een script van Fabrice David. Het album verscheen bij uitgeverij Daedalus in 2021 uitsluitend met harde kaft.  Het album vormt samen met Shalin 1 het vijfde boek van de stripreeks.

## Kaart
Op de binnenkaft van het album  is een kaart van het koninkrijk van de Zonen van de Aarde opgenomen. 

## Verhaal
In dit afsluitende deel komen de gebeurtenissen uit de voorgaande delen tot een apotheose. In Shalin spelen de zonen van de Aarde, de Drekkars, de huurlingen en de Riddraks het laatste bedrijf in de strijd tussen de Machten en Kiromédon, zoals deze laatste wel genoemd wordt, degene die de Mens geschapen had.